# Gašpar Precca
Gašpar Precca (Gašpar Preka), hrvatski kulturni djelatnik, dobročinitelj iz Nevesinja.,

## Životopis
Podrijetlom Albanac. Bio je bogati trgovac. Imao je trojicu sinova, a najpoznatiji je bio budući političar Nikola. Došao je u Nevesinje došao po ulasku Austrije u BiH i bio liferant za vojsku, i pomogao je mnogo za izgradnju crkve u Nevesinju.
Oženio je Anku, r. Zelenika. Gašparova je obitelj svojim radom na kulturnom, nacionalnom i političkom planu zadužila ne samo Hrvate katolike Nevesinja, nego i cijeli nevesinjski kraj. Sin Nikola bio je povjerenik HKD Napredak za Nevesinje 1911. 
Anka Precca, posjednica iz Nevesinja, bila je također članica Napretka. 1913. godine osnovala je Napretkova Zakladni dom u Sarajevu.